# Inajá
Inajá (Attalea maripa), também conhecida como anaiá, anajá, aritá, inajazeiro, maripá e najá, é uma palmeira nativa da região norte do Brasil, sendo Roraima e Amapá os estados de maior concentração. Alcança até 20 metros de altura e possui estipe anelado, com palmito nobre, folhas dispostas em cinco direções e inflorescências interfoliares. Os frutos do inajá tem uma polpa suculenta e comestível e possuem uma amêndoa, de onde se pode extrair um óleo amarelo, que pode chegar até 4.000 litros por hectare.

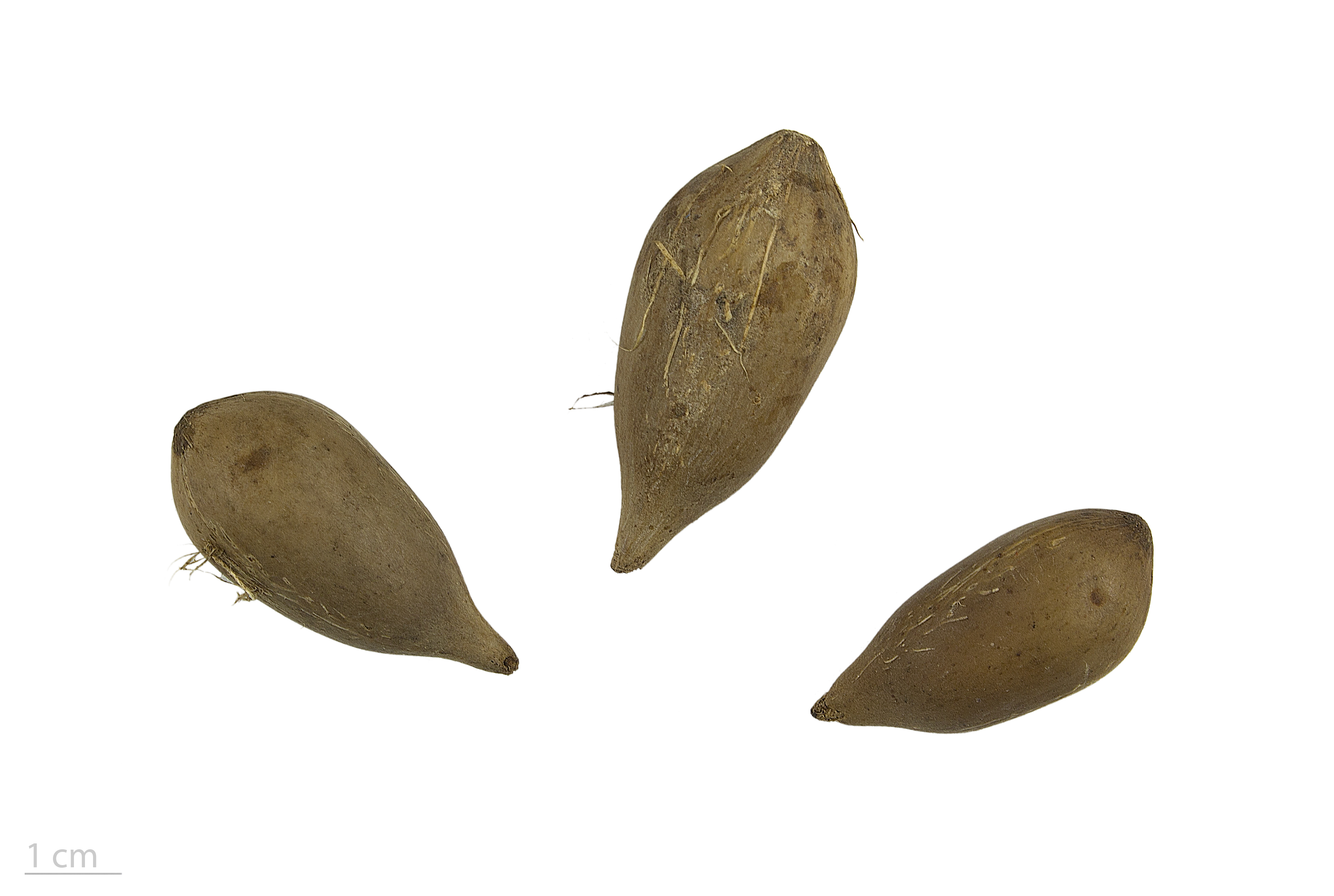
Attalea Maripa - MHNT

## Descrição
Attalea maripa é uma grande palmeira que cresce até 3,5-20 metros de altura. As hastes variam de 20-33 centímetros de diâmetro, ocasionalmente atingindo até 100 centímetros (39 pol). As árvores têm de 10 a 22 folhas com pecíolos longos. As frutas são grandes e marrons  ou amarelas, tendo 5-6,5 centímetros com duas ou três sementes que possuem 6 centímetros de comprimento e 2,5-3 centímetros de diâmetro. São carregadas em infrutescências que podem conter de várias centenas a mais de dois mil frutos.

## Taxonomia
A espécie foi descrita pela primeira vez pelo botânico francês Jean Baptiste Christophore Fusée Aublet em 1775 em sua publicação Histoire des plantes de la Guiane Francoise como Palma maripa. O botânico alemão Carl Friedrich Philipp von Martius transferiu-a para o gênero Attalea em 1844. Hermann Wendland mudou-a para o gênero Scheelea em 1878, enquanto Carl Georg Oscar Drude mudou-a para Maximiliana. Otto Kuntze alterou-a para o gênero Englerophoenix em 1891. F. Cook colocou-a em seu próprio gênero em 1940, chamando de Ethnora em reconhecimento a Aublet como um pioneiro do movimento antiescravagista. Trabalhos recentes favoreceram a manutenção de todos os Attaleinae em um único gênero, Attalea.

### Nomes vernaculares
| Nomes comuns de Attalea maripa |                           |
| Nome comum                     | Uso                       |
| Anajá                          | Brasil                    |
| Cocorita                       | Trindade e Tobago         |
| cucurito                       | Venezuela                 |
| Cusi                           | Bolívia                   |
| Gaibamo (fruta)                | Huaroni (Equador)         |
| Gaibawe (madura)               | Huaroni                   |
| Güichire                       | Colômbia                  |
| Inajá                          | Brasil                    |
| Inajai                         | Brasil                    |
| Inayo                          | Equador                   |
| Inayuga                        | Peru                      |
| Kukarit                        | Guiana                    |
| maripá                         | Guiana Francesa, Suriname |
| Namba (planta juvenil)         | Huaroni                   |
| Wencayapa (planta juvenil)     | Huaroni                   |
| Rikre                          | Kakapó (Brasil)           |

## Distribuição
Attalea maripa varia de Trinidad e Tobago, no norte, até a Bolívia, no sul. Está presente na Colômbia, Venezuela, Guiana, Suriname, Guiana Francesa, Equador, Peru e Brasil. É encontrada em florestas de várzea e áreas perturbadas, em solos que não costumam ser alagados.

## Ecologia
Os frutos de A. maripa são consumidos por uma variedade de mamíferos. Na Ilha de Maracá, Roraima, na Amazônia brasileira, as frutas eram consumidas por antas, catetos, veados e primatas. Roedores, incluindo cutias, alimentavam-se dos frutos e, à medida que a disponibilidade de frutos diminuía, eles se alimentavam das sementes. Eles também armazenam sementes para consumo posterior. A maioria das espécies consome a polpa e cospe sementes intactas a uma curta distância da árvore-mãe. As antas engolem a fruta inteira e defecam as sementes intactas mais longe das árvores-mãe. A maioria das sementes que não foram retiradas das proximidades das árvores-mãe foram mortas por larvas do besouro Bruchid Pachymerus cardo. As larvas de besouros mataram 77% das sementes que não foram dispersadas para longe das árvores-mãe, mas menos de 1% das sementes que foram dispersadas para latrinas de antas. 
Em Trinidad, A. maripa é uma espécie característica das savanas que se desenvolve quando as florestas são convertidas em pastagens por meio de incêndios repetidos. O silvicultor britânico JS Beard denominou essas savanas de "Savanas Cocorite" (em homenagem ao nome local de A. maripa).

## Usos
Sementes carbonizadas de Attalea maripa foram encontradas em sítios arqueológicos na Colômbia que datam de 9000 AP.  Os Huaorani do Equador amazônico usam os mesocarpos como alimento. Eles usam o pecíolo e a raque das folhas para fazer dardos de zarabatana e esteiras de dormir, os pecíolos para tochas, os pinas para gravetos e os caules para lenha. Além de utilizá-la como espécie alimentar, os Kayapó do Brasil utilizam a espécie como fonte de sal, e a valorizam por atrair a fauna silvestre. As folhas também são usadas para cobertura de palha.
O óleo comestível pode ser extraído do mesocarpo e da amêndoa de A. maripa. O ácido oleico é o ácido graxo predominante no óleo extraído do mesocarpo, enquanto o ácido láurico predomina no caroço. Cerca de metade dos ácidos graxos no óleo do mesocarpo são saturados e metade insaturados. O teor de tocoferol do óleo do mesocarpo foi médio (em comparação com outros óleos comestíveis), enquanto o óleo do caroço foi baixo em tocoferóis.